# Nässjö församling
Nässjö församling är en församling inom Södra Vätterbygdens kontrakt i Växjö stift inom Svenska kyrkan som omfattar den centrala delen av  Nässjö kommun. Församlingen ingår i Nässjö pastorat.
Församlingskyrkor är Nässjö stadskyrka och Nässjö gamla kyrka.

## Administrativ historik
Församlingen har medeltida ursprung.
Församlingen var till 1 maj 1919 annexförsamling i pastoratet Barkeryd och Nässjö för att därefter till 2014 utgöra ett eget pastorat. Från 2014 ingår församlingen i ett utökat Nässjö pastorat.

## Kyrkoherdar
| Ämbetstid | Namn                      | Levnadstid | Övrigt |
| --------- | ------------------------- | ---------- | ------ |
| 1919–1932 | Carl August Håkan Sjögren | 1880–      |        |

### Komministrar
| Ämbetstid | Namn                           | Levnadstid | Övrigt                                        |
| --------- | ------------------------------ | ---------- | --------------------------------------------- |
|           | Per                            |            |                                               |
|           | Knut                           |            |                                               |
| 1593      | Magnus                         |            |                                               |
| 1633–1642 | Johannes Ludovici Barck        |            | Senare kyrkoherde i Barkeryds församling.     |
| 1644      | Petrus Jonae Ligneus           |            |                                               |
| 164?–1946 | Johan Petri Trysenius          |            | Senare komminister i Torpa församling.        |
| 1646–1647 | Israel Arvidi Greenbeck        |            | Senare slottspräst i Jönköping.               |
| 1649–1651 | Zacharias Laurentii Schaederus |            | Senare kyrkoherde i Nottebäcks församling.    |
| 1651–1697 | Andreas Magni Barkenius        | 1615–1697  |                                               |
| 1697–1707 | Israel Barchenius              |            | Senare kyrkoherde i Vetlanda församling.      |
| 1711–1717 | Johannes Kling                 | –1724      |                                               |
| 1717–1750 | Nils Årnaeus                   | 1680–1750  |                                               |
| 1750–1765 | Jonas Bergenholtz              |            | Senare kyrkoherde i Nottebäcks församling.    |
| 1765–1782 | Lars Rosengren                 |            | Senare kyrkoherde i Ölmstads församling.      |
| 1784–1808 | Magnus Henric Rosengren        |            | Senare kyrkoherde i Barkeryds församling.     |
| 1808–1815 | Samuel Åstrand                 |            | Senare kyrkoherde i Norra Sandsjö församling. |
| 1816–1842 | Samuel Almark                  | 1767–1842  |                                               |
| 1842–1866 | Johan Fägerström               | 1783–1866  |                                               |
| 1867–1877 | Carl Fredrik Ferdinand Norlin  |            | Senare kyrkoherde i Sjösås församling.        |
| 1878–1990 | Oskar Gerhard Pleijel          |            | Senare kyrkoherde i Barkeryds församling.     |
| 1891–1928 | Carl Magnus Palmgren           | 1857–1928  |                                               |
| 1928–1932 | Gustaf Pontén                  | 1897–      |                                               |

## Organister
| Verksam   | Namn                      | Levnadstid | Övrigt    |
| --------- | ------------------------- | ---------- | --------- |
| 1954–1964 | Fritiof Ingemar Davidsson | 1904–      | Organist. |